# قاضی برهان‌الدین
احمد ملقب به برهان الدین و معروف به قاضی برهان الدین سیواسلی عالم و ادیب قرن هشتم هجری قمری در ۱۴ سالگی در شام به دیدار قطب‌الدین رازی رسیده و یک سال و نیم نزد او درس خوانده بود. بعد از تسخیر توقات و سیواس و قیصریه از بلاد روم قاضی برهان‌الدین، حاکم سیواس و اطراف آن، قرار گرفت و به مدت ۱۸ سال از ۷۸۳ تا ۸۰۰ در این منصب بود.
قاضی برهان‌الدین از قبیله سالور بود و به سه زبان عربی و فارسی و ترکی شعر می‌گفت. دیوان اشعار ترکی وی در ترکیه و آذربایجان چاپ شده و شامل ۱۵۰۰ غزل، ۲۰ رباعی و ۱۱۹ تویوق است. قاضی برهان الدین اشعاری به ترکی آذربایجانی دارد و از این جهت در تاریخ ادبیات ترک جزو شعرای آذربایجانی قرار می‌گیرد. اشعارش از ادبیات فارسی و عربی و فولکلور ترک الهام می‌گرفت.
یک نمونه تویوق از قاضی برهان‌الدین:
| گل اول اولاً بلبلونو گؤزلیه   |  | شاه اول اولاً بیر قولونو گؤزلیه |
| خوب آنا دئیه‌م کی همدم ایچنده |  | بلبلونون غلغلونو گؤزلیه        |

ترجمه فارسی:
| گل آن است که در فکر بلبلش باشد    |  | شاه آنست که در فکر غلامش باشد |
| خوب به کسی گویم که در میان همدمان |  | در فکر جوشش بلبلش باشد        |

## قتل قاضی برهان‌الدین
قره عثمان نامی از اکابر قبائل ترکمان که در یکی از قشلاق‌های سیواس خیمه‌نشین بوده، در هر سالی مالی به حسب تعهد به قاضی برهان می‌داد، تا آنکه از پرداخت آن مقرری تخلف ورزیده و قاضی نیز به همین جهت حمله متهورانه نموده و به سال ۸۰۰ ه. ق مقتول و تمامی متصرفات او بدون جنگ و محاربه به ایلدرم بایزید چهارمین سلطان عثمانی (۷۹۱ - ۸۰۴ ه. ق) رسید.